# Live (Rockets)
Live, pubblicato nel 1980, è il primo ed unico album live dei Rockets. È stato registrato in Italia, nel palasport di Castelfranco Veneto,  l'anno precedente durante il tour di Plasteroid, Il numero di canzoni presenti nella scaletta del tour non erano sufficienti per la realizzazione di un doppio LP, quindi diversi brani sono stati esclusi dal disco. Prologue è in realtà un'introduzione strumentale ad Astral World, anch'essa esclusa. L'album è stato ritoccato in studio, soprattutto nelle parti vocali: la voce di Christian Le Bartz è stata sostituita con quella di Gérard L'Her che ha reinciso in studio alcune parti in Future Woman ed Electric Delight.

## Tracce
1. Beta-Gamma – 1:15
2. Anastasis – 4:55
3. Future Woman – 7:05
4. Drums Solo – 8:25
5. Sci-Fi Boogie – 3:32
6. Prologue – 2:08
7. Guitar Visions – 4:12
8. On The Road Again – 10:25
9. Electric Delight – 6:24

## Formazione
- Christian Le Bartz - voce
- 'Little' Gérard L'Her - voce e basso
- Alain Maratrat - chitarra, tastiere e voce
- Alain Groetzinger - batteria e percussioni
- Fabrice Quagliotti - tastiere